# Chronica Jutensis
Chronica Jutensis (danés: Jyske Krønike castellano: Crónica de Jutlandia) también conocida como Continuatio compendii Saxonis o Chronica Danorum, es un trabajo histórico de mediados del siglo XIV, escrito en latín, acompañado por un pequeño compendio de Gesta Danorum de Saxo Grammaticus, aproximadamente una cuarta parte del original, conocida como Compendium Saxonis.
El manuscrito original se considera perdido, pero ha sobrevivido en varias copias de un siglo más tardías, la más antigua está fechada en 1431 y fue escrita por un monje de Odense.
La Chronica Jutensis comienza aproximadamente donde Gesta Danorum acaba, en el reinado de Canuto VI de Dinamarca, justo antes que Valdemar II ascendiese al trono, y finaliza con el reinado de Valdemar IV, hacia 1342. Fue escrita alrededor de 1342-1350. Como no se menciona la venta de Estonia a la Orden Livona, que sucedió el 29 de septiembre de 1346, se escribió antes de esa fecha o poco después. 
La autoría es anónima pero el escritor, no obstante, debió ser de Jutlandia pues las personas y eventos son ampliamente descritos y parece que el escritor estaba familiarizado con la topografía y personajes contemporáneos de Jutlandia.
Las copias conocidas en latín, se encuentran en:
- Biblioteca Real danesa de Copenhague, Add.. 49 2o (1431)
- Den Arnamagnæanske Samling, Copenhague, AM 107 8o (siglo XVI).
- Riksarkivet, Estocolmo, Skokloster 47 4o (siglo XV).
- Biblioteca de la Universidad de Upsala, De la Gardie 44 4o (siglo XV).